# Île Matakong
Île Matakong är en ö i Guinea.   Den ligger i prefekturen Préfecture de Forécariah och regionen Kindia Region, i den sydvästra delen av landet, 40 km sydost om huvudstaden Conakry. Arean är 2,0 kvadratkilometer.
Terrängen på Île Matakong är mycket platt. Öns högsta punkt är 28 meter över havet. Den sträcker sig 1,5 kilometer i nord-sydlig riktning, och 2,0 kilometer i öst-västlig riktning.